# Агре, Бернар
Бернар Агре (фр. Bernard Agré; 2 марта 1926, Монга — 9 июня 2014, Париж) — кот-дивуарский кардинал. Епископ Мана с 8 июня 1968 по 6 марта 1992 года. Епископ Ямусукро с 6 марта 1992 по 19 декабря 1994 года. Архиепископ Абиджана с 19 декабря 1994 по 2 мая 2006 года. Кардинал-священник с титулом церкви Сан-Джованни-Кризостомо-а-Монте-Сакро-Альто с 21 февраля 2001 года.